# Георгієвка (Актобинська міська адміністрація)
Гео́ргієвка (каз. Георгиевка) — колишнє село у складі Актобинської міської адміністрації Актюбінської області Казахстану. Входить до складу Курайлинського сільського округу. Ліквідоване в 2018 році.
Населення — 1529 осіб (2009; 1090 у 1999).